# Arc de la Vila (Faro)
L'Arc de la Vila (portuguès: Arco da Vila), és un edifici notable de Faro. És obra, d'estil neoclàssic, de l'arquitecte genovès Francisco Xavier Fabri per encàrrec del bisbe Francisco Gomes do Avelar. Està construït sobre una de les portes medievals de les muralles (anteriorment coneguda com a Porta de la Reina). Va ser inaugurat el 1812.
Damunt de l'arc, es troba una fornícula amb la imatge de sant Tomàs d'Aquino, d'origen italià. A l'interior es preserva un portal en arc de ferradura, reobert el 1992 i que correspon a una de les entrades a les muralles àrabs. És l'únic conservat in situ, a l'Algarve.